# Teodoric I (rei dels visigots)
Teodoric I (?, ? - Camps Catalàunics, prop de Châlons-en-Champagne, 451), nom germànic compost per les paraules theud (poble) i ric (poder, sobirà) que significa «sobirà del poble», també anomenat Teodored, va ser el rei dels visigots durant el període del regne de Tolosa, entre els anys 418 i 451. Suposat fill il·legítim d'Alaric I, va ser escollit com a nou monarca després de la mort de Vàlia. El seu regnat es va veure marcat per la signatura de l'aliança amb els romans el 418, establint un règim de foedus a les acaballes del regnat anterior. Malgrat tot, Teodoric no va respectar sempre aquesta aliança, que el supeditava a l'emperador romà, i va cercar una major independència política. Alhora, intentà estendre els dominis visigots més enllà de les regions del sud de la Gàl·lia, del voltant de Tolosa. Les accions militars fallides contra els romans de les dècades del 420 i del 430 van ser aturades per l'acció del general Aeci. Aleshores, Teodoric va intentar consolidar el seu poder enfront dels romans a través d'una política exterior amb altres pobles bàrbars de la part occidental de l'Imperi Romà, desenvolupada durant la dècada següent a través d'aliances matrimonials que van tenir més o menys èxit.
A final del seu regnat, a causa de l'amenaça dels huns al nord de la Gàl·lia, va acabar unint-se en coalició militar amb l'exèrcit romà dirigit per Aeci, així com van fer molts altres exèrcits bàrbars. En aquest context, es va convertir en un dels participants de la batalla dels Camps Catalàunics l'estiu del 451, durant la qual va morir, suposadament a mans d'un cabdill dels ostrogots, que eren aliats dels huns. Va ser succeït pels seus fills, primerament pel primogènit, Turismund, aconseguint, en certa forma, una successió hereditària entre els seus descendents. Tanmateix, la successió reial no va ser pacífica sinó que va estar farcida d'intrigues i d'assassinats entre familiars.

## Orígens
Segons Olimpiòdor de Tebes, Teodoric hauria sigut fill natural o bé bastard d'Alaric I. Segons H. Wolfram, Teodoric va ser anomenat «el jove balt» i va tenir sis fills: Turismund, Teodoric, Frederic, Euric, Ricimer i Himnerith. Més enllà d'aquesta informació, es desconeixen les dades sobre la vida anterior de Teodoric. No obstant això, Ana M. Jiménez dubta del llinatge de Teodoric, ja que no hi ha notícies que ho puguin sostenir, i afirma que la successió dinàstica dels balts només és constatable, precisament, des del seu regnat, perquè els autors només en parlen a partir del segle vi, possiblement com una forma de garantir l'estabilitat i la unió del regne, evitant l'aparició de nous cabdills militars.

## Regnat

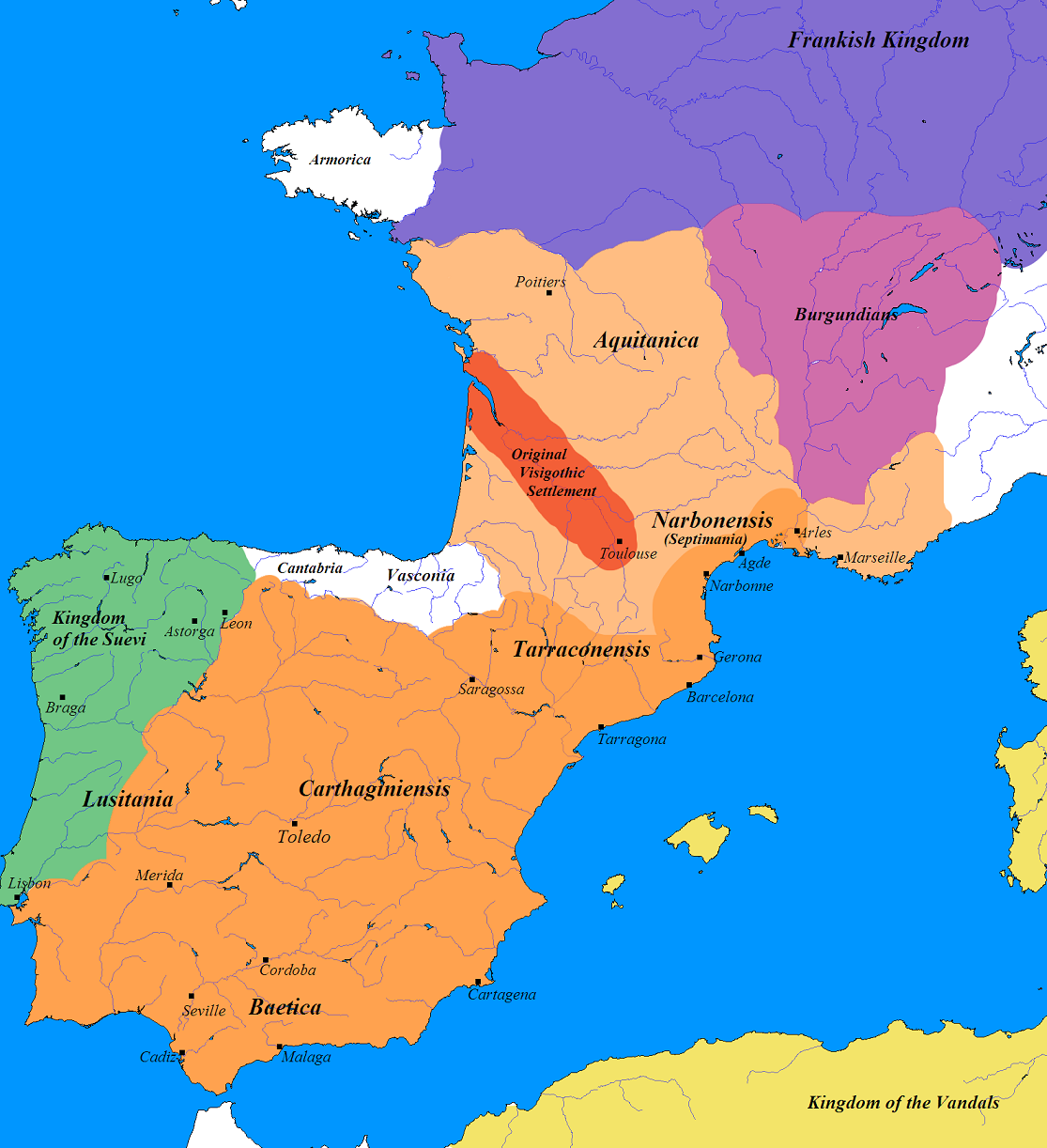
Mapa del regne visigot. La línia en color taronja fosc és aproximadament l'assentament original assignat pel pacte del 418.

### Inicis
Teodoric va ser escollit rei a la mort de Vàlia a finals de l'any 418, poc després que aquest rei pactés una hospitalitas, una mena d'aliança, amb l'emperador romà Honori, que, de fet, renovava o creava un foedus respecte del pactat en el 416. L'aliança va ser, en realitat, obra del patrici Constanci, que no volia que els visigots aconseguissin més poder. Amb això, teòricament, l'Imperi mantenia sota control aquest poble bàrbar i, a canvi, permetia els visigots ocupar les terres de l'Aquitània Secunda i altres terres que ocupaven parcialment d'altres províncies, com la Novempopulània o la Narbonesa, que en aquella època s'havien convertit en una zona molt conflictiva i aconseguien, així mateix, posar sota control les regions de pas cap a Hispània.
Amb aquest tracte, els visigots podien conrear les terres, explotar els recursos naturals del territori, comprar i vendre animals i conservar les seves armes al servei de l'Imperi Romà. No obstant això, per als visigots va significar supeditar-se militarment a l'Imperi Romà, assistint-los allà on necessitessin, i Teodoric quedava sota el comandament de l'emperador romà. Lluny de tenir alguna autoritat legal a la província romana que se'ls havia assignat, el tracte només li donava veritable poder sobre la seva gent, i no sobre els romans. Tanmateix, aquesta situació era d'una gran fragilitat i ben aviat el rei va intentar buscar una major independència política.
El 421-422 Teodoric va complir l'aliança i va enviar un contingent militar a l'exèrcit romà, comandat pel mestre dels soldats Castí, per lluitar contra els vàndals. Durant la batalla decisiva, lliurada a la Bètica, els vàndals estaven a punt de ser derrotats a través de la fam, però les tropes auxiliars visigodes van abandonar els romans donant als vàndals la victòria. Segons H. Wolfram, l'ordre hauria sigut dictada pel mateix Teodoric, però malgrat transgredir els acords de l'aliança i haver traït i abandonat l'exèrcit romà, aquesta acció no va tenir conseqüències sobre els visigots, i aquests, per la seva banda, van continuar avançant cap al sud, vers la costa mediterrània.

### Política interior
El més probable és que, durant els primers anys del regnat de Teodoric, es discutís i s'executés la partició de les terres entre la població romana assentada a la regió i els visigots nouvinguts, probablement no sense problemes. La hospitalitas no només cedia el control de les terres, sinó que donava als visigots algunes en propietat, que van haver de ser expropiades als romans. Olimpiòdor de Tebes diu que els visigots van rebre tant les vitualles que necessitaven com terres per conrear i ser autosuficients.
Malgrat que els cronistes de l'època no donen grans informacions sobre la forma de repartir les terres, la teoria més estesa és la que es desprèn dels codis de lleis visigots, com el Codi d'Euric o el Liber Iudiciorum: la denominada sortes goticae et tertiam romanorum. Amb aquest sistema es va entregar un terç de les terres als visigots i els romans en van conservar la resta. Segons R. Sanz, en el cas del Codi d'Euric, els visigots van rebre dos terços de les terres, juntament amb els seus esclaus i les persones que en depenien. S'ha afirmat que això hauria afectat tant els grans com els mitjans i petits propietaris, negativament els segons, enmig d'un clima polític, social i econòmic incert, que els duria a buscar la protecció dels grans terratinents. No obstant això, hom ha afirmat també que les petites propietats van quedar fora d'aquest procés, així com els béns comunals, que van continuar sent públics. D'altra banda, W. Goffart ha apuntat que les terres que es repartiren van ser, en realitat, aquelles que havien quedat abandonades o no tenien propietari a causa de les darreres guerres, o bé aquelles ermes que no estaven en explotació; va refusar un possible conflicte amb els romans a l'hora del repartiment, perquè és possible que els visigots, acostumats a les lluites, no es dediquessin a les tasques agrícoles, una teoria que no comparteix R. Sanz, perquè a l'Aquitània s'instal·laren milers de persones (homes, dones, nens...) i dubta que es quedessin sense realitzar cap mena d'activitat productiva, perquè, de fet, Orosi afirma que els bàrbars, en instal·lar-se, van deixar les armes i es van dedicar a l'agricultura, respectant en tot moment els romans de la regió.
Segons M. Rosario Valverde Teodoric I és el primer dels reis legisladors visigots. Malgrat que les fonts fan difícil discernir-ho, per exemple les Leges Theudoricianae, podria referir-se a Teodoric I o Teodoric II. És molt possible que fos el primer a deixar constància escrita de les seves lleis, confirmant l'escassa eficàcia del foedus romà per limitar el poder dels reis visigots, més encara si es té en compte que Teodoric fàcilment va fer cas omís de les clàusules del tractat de federació. Les seves disposicions regulaven qüestions hereditàries i patrimonials, especialment aquelles relacionades amb el repartiment de terres entre romans i visigots; és ben possible que, a la pràctica, el territori controlat pels visigots es regís per les seves lleis que no pas pel dret romà, que continuava sent el sistema legal oficial de l'imperi.

### Campanyes militars contra l'Imperi

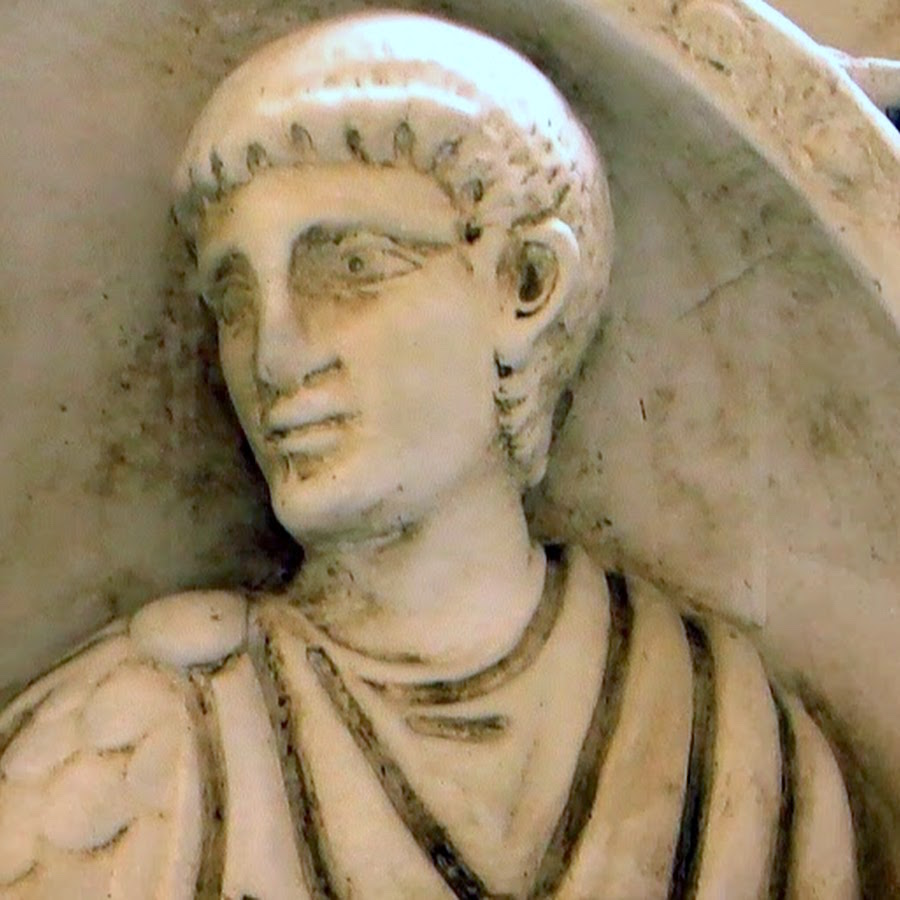
Possible relleu del general romà Flavi Aeci. Fou una de les principals autoritats romanes de l'època i oponent de Teodoric en les seves campanyes militars.

La mort de l'emperador Honori el 423, i els desordres provocats per la seva successió, van propiciar una política més expansionista de Teodoric. Si anteriorment ja havia avançat a la costa sud de la Gàl·lia, el 425 va fer un intent d'ocupar la Narbonense i la Provença, posant en estat de setge la ciutat fortificada d'Arle, però va fracassar en el seu intent, perquè Roma va enviar el general Aeci a la Gàl·lia per restablir la normalitat. Malgrat que no hi ha dades de la batalla, Teodoric es va veure obligat a retirar-se a Tolosa. Així, el general romà va aconseguir una pau més o menys duradora, amb l'establiment d'un equilibri de forces dels pobles bàrbars al llarg d'una dècada. La pau va donar als visigots sobirania sobre les terres que ocupaven originalment, l'Aquitània Secunda i la part nord-occidental de la Narbonesa Prima; a canvi va retornar les terres que havien conquerit fins a arribar a Arle. La pau fou prou duradora durant una dècada, tret d'un episodi el 430, quan els visigots intenten tornar a atacar Arle, però es van rendir en veure que hi havia l'oposició d'Aeci.
El 433, Gal·la Placídia, antiga reina visigoda i emperadriu romana, va demanar ajuda als visigots en contra del general Aeci. Va comandar els antics buccel·laris dels seus marits, però no va tenir èxit perquè va ser exiliada a Constantinoble, i Aeci sembla que en els anys posteriors no va perdre la seva posició i autoritat a la cort, probablement gràcies a l'ajut dels mercenaris huns. No obstant això, va representar un gran perill quan van acudir a la crida de l'antiga reina un gran nombre de visigots federats des de Tolosa.

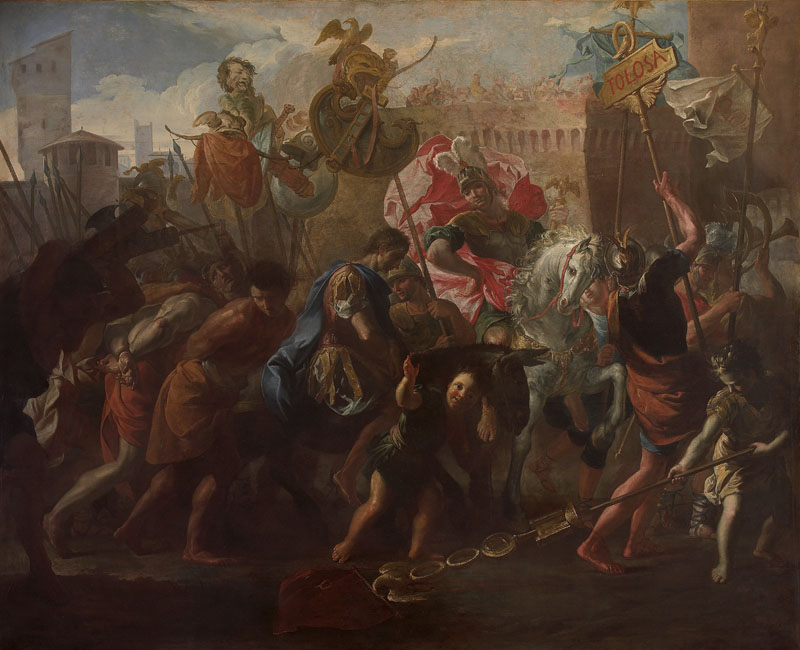
Recreació de la captura del general Litori per part de Teodoric I, obra d'Antoine Rivalz (1706) conservada al Museu dels Agustins de Tolosa.

El 435 es produeix una revolta de bagaudes a la Gàl·lia. L'any següent, els burgundis, que vivien a la regió com a federats, es van revoltar i van envair la Gàl·lia Belga. Aprofitant l'avinentesa, Teodoric va trencar l'aliança amb els romans i va guiar personalment les seves tropes fins a Narbona, la qual va posar en estat de setge. La ciutat va estar resistint fins a l'any 437, quan va arribar l'exèrcit romà per enfrontar els visigots. El general Aeci va haver de fer front als problemes de la Gàl·lia, amb la col·laboració huna prèviament negociada. El 437 va atacar diversos cops fins a devastar el regne de Burgúndia; segons les dades d'Hidaci moriren uns 20.000 burgundis. Els supervivents van pactar una pau amb Aeci i foren assentats en un lloc diferent, prop del llac de Ginebra. No obstant això, Aeci encara havia de bregar amb els bagaudes d'Armòrica i va enviar al seu lloctinent Litori a lluitar contra Teodoric I, amb la col·laboració d'un contingent hun, Litori va aconseguir derrotar i foragitar els visigots de Narbona. El general els va perseguir fins a la seva capital, Tolosa, la qual va assetjar.
A Tolosa, sense possibilitats d'obtenir la victòria per la força, Teodoric va haver de recórrer a negociacions, fins i tot utilitzant com a mitjancers bisbes catòlics. De fet, la capital era el lloc on probablement hi havia el gruix de població visigoda, per tant, per a Teodoric era una qüestió de supervivència. No obstant això, Litori va refusar negociar amb el rei visigot i va continuar el setge de la ciutat. Tot i que el general romà va tenir unes victòries inicials, en una acció desesperada els visigots van aconseguir capturar-lo i van guanyar els romans, tanmateix, va suposar una pèrdua considerable d'homes per a ells. Pocs dies després, Litori fou executat. Per evitar posar la Gàl·lia a mercè de les incursions visigodes, el nou prefecte del pretori del 439, Avit, que havia tingut contacte amb Teodoric en unes negociacions anteriorment, va negociar la pau per la part romana, possiblement favorable als visigots.

### Política exterior amb altres bàrbars

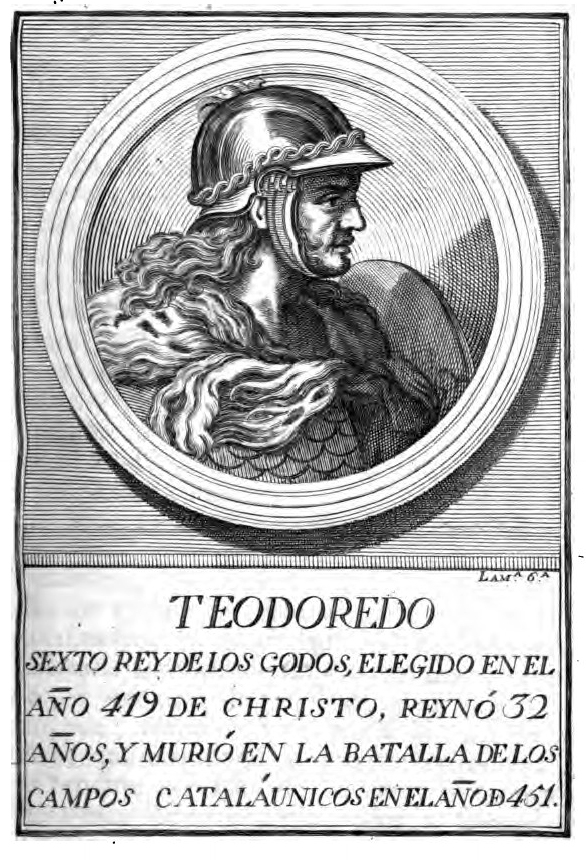
Retrat imaginari de Teodoric I en un gravat del

A la dècada del 440, Teodoric va continuar amb la seva política de consolidació, i va reforçar el seu poder desenvolupant una important tasca diplomàtica d'apropament amb altres reis bàrbars instal·lats a la part occidental de l'imperi, en la recerca d'alguna aliança que compensés l'establerta entre els romans i els huns, i també com un mètode d'intentar expandir-se territorialment. El matrimoni va ser la principal eina de formar aliances, mètode tradicional, que va refermar l'autonomia i/o independència que buscava Teodoric, amb la qual podia superar la seva condició de federat de l'imperi.
Durant el seu regnat, els vàndals havien passat a la província d'Àfrica el 429, establint la seva capital a Cartago, quan aquests la van conquerir una dècada després, el 439. Jordanes explica que Teodoric va casar una de les seves filles amb Huneric, fill de Genseric, rei dels vàndals. Aquesta aliança, però, no va tenir beneficis; mentre Huneric vivia com a ostatge a Ravenna, es va produir una revolta dels nobles vàndals contra el rei el 442, en la qual probablement la princesa visigoda va estar implicada. Genseric va sospitar que la noia el volia enverinar, i la va mutilar tallant-li el nas i les orelles, i la va tornar al seu pare a Tolosa el 445. Segons J. B. Bury, l'acció diplomàtica d'Aeci va evitar la permanència d'aquesta aliança que hagués estat un perill per als romans.
Amb el fracàs de la primera aliança, a Teodoric se li va presentar una segona oportunitat amb el regne dels sueus, on des de la dècada dels trenta els reis intentaven consolidar el seu poder i donar estabilitat al regne mitjançant l'expansió de la seva àrea d'influència a Hispània. Si bé Teodoric ja havia tingut contactes anteriorment amb els sueus el 431, aquestes negociacions no van tenir cap mena d'efecte, tot i que van posar en alerta els romans per una possible aliança entre ambdós pobles. Durant la dècada dels quaranta, Hidaci dona notícies que el nou rei sueu, Requiari, en el tron des del 448, va casar-se amb una filla de Teodoric I el 449 a Tolosa. De camí a la capital visigoda per la qüestió matrimonial, Requiari, possiblement amb l'ajut de contingents visigots, va saquejar la zona dels voltants de Cesaraugusta i va capturar Ilerda.

## Mort als Camps Catalàunics
Tot i el clima de tensió entre romans i pobles germànics, la convivència es va mantenir i va tenir una de les seves proves en l'atac del rei dels huns Àtila el 451. Aquell any, tant el vàndal Genseric com Àtila van provocar conflictes, però va ser el rei dels huns el qui va atacar inesperadament i va destruir la ciutat de Metz. Això va enfrontar-lo directament amb Aeci, que durant dècades havia mantingut una forta amistat amb els huns. Davant d'aquesta amenaça, no només per als romans sinó per a tots els pobles bàrbars instal·lats a la part occidental de l'imperi, es va formar una coalició militar en contra d'un perill comú. Entre els coalitzats hi havia Teodoric i els visigots, amb presència dels seus propis fills, Turismund i Teodoric; també es van unir al general romà els francs del Rin, bretons, sàrmates, els laeti germànics, burgundis, saxons, alans d'Orleans i membres d'antics districtes militars romans. Mentre que per la banda dels huns es van unir gèpids i ostrogots. Aeci va prendre com a ostatge al fill de Teodoric, Turismund, per mantenir la fidelitat del rei visigot, mentre que els alans els va introduir entremig de les files de visigots i romans per evitar també una possible deserció.
Teodoric es va mostrar reticent a unir-se a Aeci inicialment, no obstant això, Avit va convèncer el rei de mantenir els seus deures com a federats de l'imperi. Després d'alliberar la ciutat d'Orleans en un atac encapçalat pels exèrcits d'Aeci, Teodoric i Turismund, l'estiu del 451 l'exèrcit visigot va dirigir-se a la Xampanya. La batalla entre ambdós exèrcits contricants es va produir en els Camps Catalàunics, entre les actuals ciutats de Troyes i Châlons-sur-Marne, que va acabar amb els exèrcits empatats en força, o potser sense finalitzar de forma intencionada per part d'Aeci, però la confrontació va acabar amb l'aura d'invencibilitat d'Àtila. Per als gots en general, la batalla significà enfrontar-se entre visigots i ostrogots, altrament, també era un enfrontament entre amals i balts.
Teodoric I va morir en combat, suposadament travessat per la llança d'un amal anomenat Andagis. Va ser succeït pel seu fill Turismund, aclamat per l'exèrcit durant la mateixa batalla. Va ser enterrat allà mateix, a prop del camp de batalla. Després de celebrar els funerals, Turusmund pensava en un pla per venjar la mort del seu pare, però el nou rei va ser aconsellat per Aeci, que temia un excés de poder de l'exèrcit visigot, perquè tornés a Tolosa per assegurar el seu ascens al tron, amenaçat per les intrigues dels seus germans. Al capdavall, amb Teodoric I es va iniciar una successió hereditària, i es va conformar una espècie de clan o família reial, a pesar que no hi havia una normativa successòria establerta entre els visigots. Tanmateix, aquesta successió va ser convulsa a causa dels assassinats entre germans, al llarg de les generacions, passant de pares a fills la corona visigoda, fins a Amalaric l'any 531. Això ha qüestionat la visió clàssica d'una monarquia purament electiva, encara que el 507 apareix novament l'elecció al tron visigot, molt probablement a causa del record que va provocar el fracàs de la batalla de Vouillé.

## Llegat

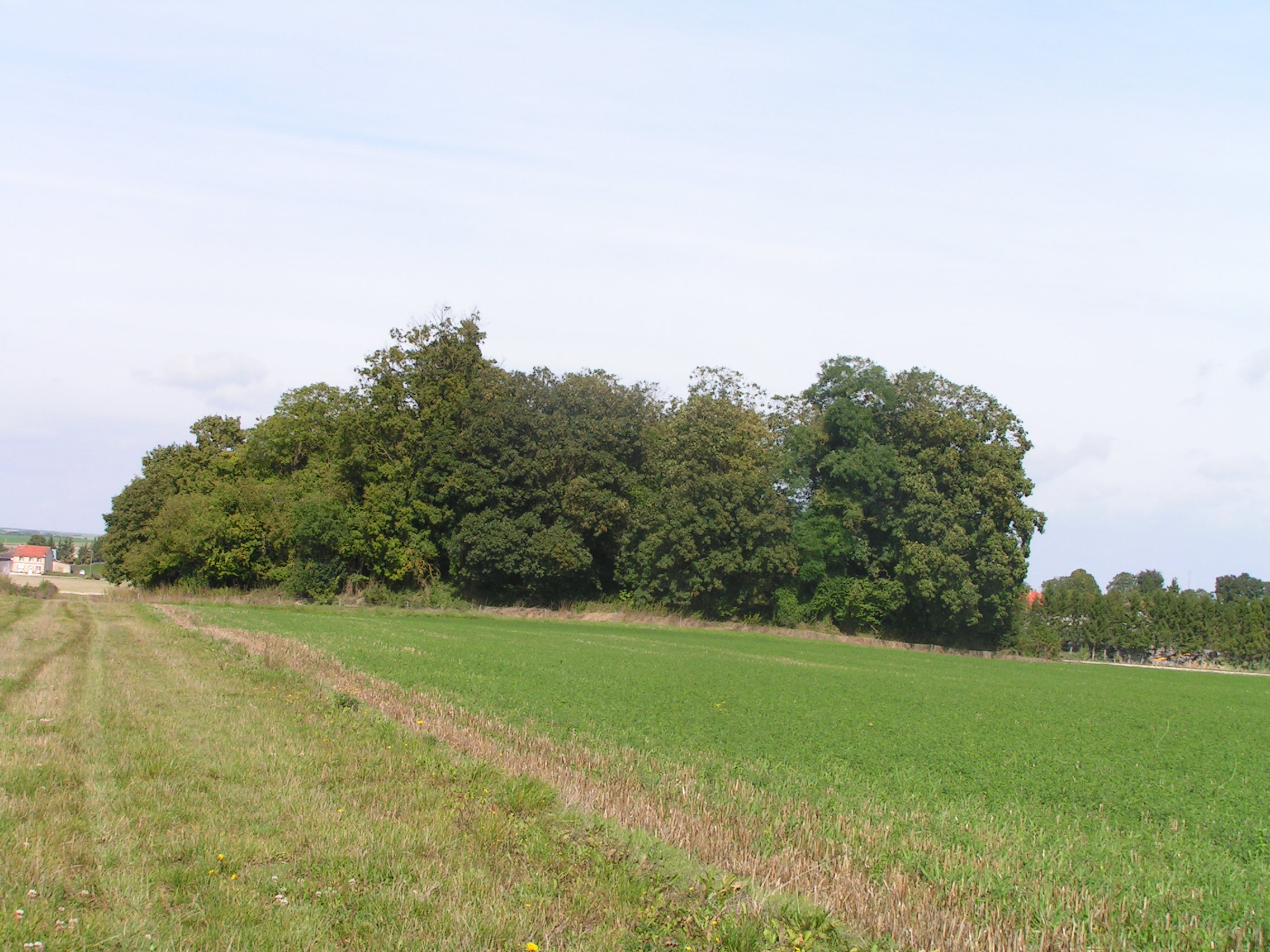
El túmul de Poix, denominat «Tomba de Teodoric».

Teodoric I va servir d'inspiració a J.R.R. Tolkien per donar vida al personatge Théoden de Ròhan, de la seva obra El Senyor dels Anells. Aquest s'assimila a Teodoric perquè torna a entrar en combat en persona just al final de la seva vida, quan és un rei envellit, per enfrontar una gran amenaça; en el cas de Teodoric eren els huns, i en el cas de Théoden els orcs, i, a més, ambdós acaben morint en batalla.
A Poix, al departament del Marne, hi ha un túmul anomenat segons una llegenda «Tomba de Teodoric», però està catalogat com a monument protohistòric.